# Dušan Silni (paravojna postrojba)
Dušan Silni, bila je srpska paravojna postrojba koja je sudjelovala u ratu protiv Hrvatske. Tu paravojnu postrojbu činili su članovi Srpske narodne obnove. Čelnik Srpske narodne obnove Mirko Jović skupljao je pripadnike ove paravojne postrojbe u ime Srpske narodne obnove i slao ih na bojište.

## Suđenje
U tijeku je suđenje za ubojstvo 70 civila u selu Lovas u Hrvatskoj 1991. godine. 26. lipnja 2012. godine Odeljenje za ratne zločine Višeg suda u Beogradu osudilo je na ukupno 128 godina zatvora četrnaestoricu pripadnika JNA i paravojne postrojbe "Dušan Silni", a 9. siječnja 2014. godine Žalbeni sud u Beogradu ukinuo je tu presudu i naloženo je ponavljanje suđenja za zločine u Lovasu. Nije navedeno obrazloženje odluke Žalbenog suda o pravnim razlozima ukidanja presude.

## Poveznice
- Pokolj u Lovasu

## Vanjske poveznice
- Srbijanske paravojne formacije u posljednjim ratovima
- Paravojne formacije - Dušan silni, Beli orlovi, Srpski sokolovi
- Osumnjičeni za ratne zločine u hrvatskom Podunavlju